# Pietà (Malta)
Pietà (in maltese Tal-Pietà) è un consiglio locale maltese situato a pochi chilometri dalla capitale, La Valletta.

## Storia
L'insediamento fu fondato dagli Ottomani come accampamento durante l'assedio del 1565, tuttavia dopo la loro partenza il sito restò desolato fino al 1570, anno in cui i primi maltesi hanno iniziato a stanziarsi nella zona.
Due epidemie, probabilmente di peste, misero in ginocchio la città prima nel 1592 e poi nel '700, tuttavia una volta che quest'ultima finì, gli abitanti poterono ricominciare la loro vita, e Pietà divenne un importante centro, data la sua posizione mediana tra Floriana e La Valletta.
Negli anni seguenti furono costruiti due cimiteri: uno civile nel 1865 per i morti a causa del colera, mentre un altro militare nel 1915 per i caduti della prima guerra mondiale.

## Monumenti e luoghi d'interesse

### Architetture religiose
- Cimitero di Ta'Braxia

### Architetture civili
- Villa Guardamangia

## Sport
Vi ha sede il Pietà Hotspurs FC.

## Amministrazione

### Gemellaggi
- Uggiate-Trevano